# Frederick Chubb
John Frederick Chubb (* 16. April 1885 in Hastings; † 6. März 1966 in Vancouver) war ein kanadischer Organist, Chorleiter, Musikpädagoge und Komponist englischer Herkunft.

## Leben
Chubb studierte bei A.W. Wilson at St John’s Choir School und wurde 1903 dessen Assistent an der Ely Cathedral. Von 1906 bis 1910 studierte er Orgel an der Cambridge University und nahm Kompositionsunterricht bei Charles Stanford. 1910 erhielt er eine Organistenstelle in Harrogate. Nach einer Diagnose von Asthma und Tuberkulose (die sich später als unzutreffend herausstellte) ging er 1912 nach Kanada und wurde Organist und Chorleiter an der Christ Church in Vancouver. In gleicher Funktion wirkte er von 1946 bis 1962 an der St. John’s Church in Victoria.
Unter seiner Leitung wurde der Christ Church Cathedral Choir einer der besten Chöre im Westen Kanadas. Als Organist der Hope-Jones-Orgel der Christ Church gab Chubb mehr als 200 Konzerte, in denen er häufig Transkriptionen sinfonischer Werke spielte, und er holte Organisten wie Hugh Percy Allen, Marcel Dupré, Herbert A. Fricker, Alfred Hollins, Tertius Noble und Louis Vierne für Auftritte nach Vancouver. Bei der Panama-Pacific International Exposition 1915 in San Francisco gab er vier Konzerte.
Einige seiner Kompositionen wurden gedruckt, während seine Hauptwerke, eine Rhapsodie für Klavier und Orchester und eine Orgelsonate, lediglich im Manuskript vorliegen. In seiner Zeit in Vancouver gab Chubb privaten Unterricht. Neben seinem Sohn George E. Cubb zählten Jean Coulthard und Arthur Cleland Lloyd zu seinen Schülern.

## Quelle
- Frederick Chubb. In:  Encyclopedia of Music in Canada. herausgegeben von The Canadian Encyclopedia (englisch, französisch).

| Personendaten    | Personendaten                                                 |
| ---------------- | ------------------------------------------------------------- |
| NAME             | Chubb, Frederick                                              |
| ALTERNATIVNAMEN  | Chubb, John Frederick                                         |
| KURZBESCHREIBUNG | kanadischer Organist, Chorleiter, Musikpädagoge und Komponist |
| GEBURTSDATUM     | 16. April 1885                                                |
| GEBURTSORT       | Hastings                                                      |
| STERBEDATUM      | 6. März 1966                                                  |
| STERBEORT        | Vancouver                                                     |